# Gliadina
A Gliadina, solúvel em solução alcoólica (etanol 70%), é uma proteína monomérica responsável pela extensibilidade de glúten, ficando dispersa entre a glutenina, desenvolvendo um filme elástico forte envolvendo os grânulos de amido. Possui peso molecular (entre 25000 e 100000 U) por exibir apenas ligações dissulfeto (pontes de sulfeto) intramoleculares, o que resulta no seu baixo poder elástico.